# TMS Entertainment

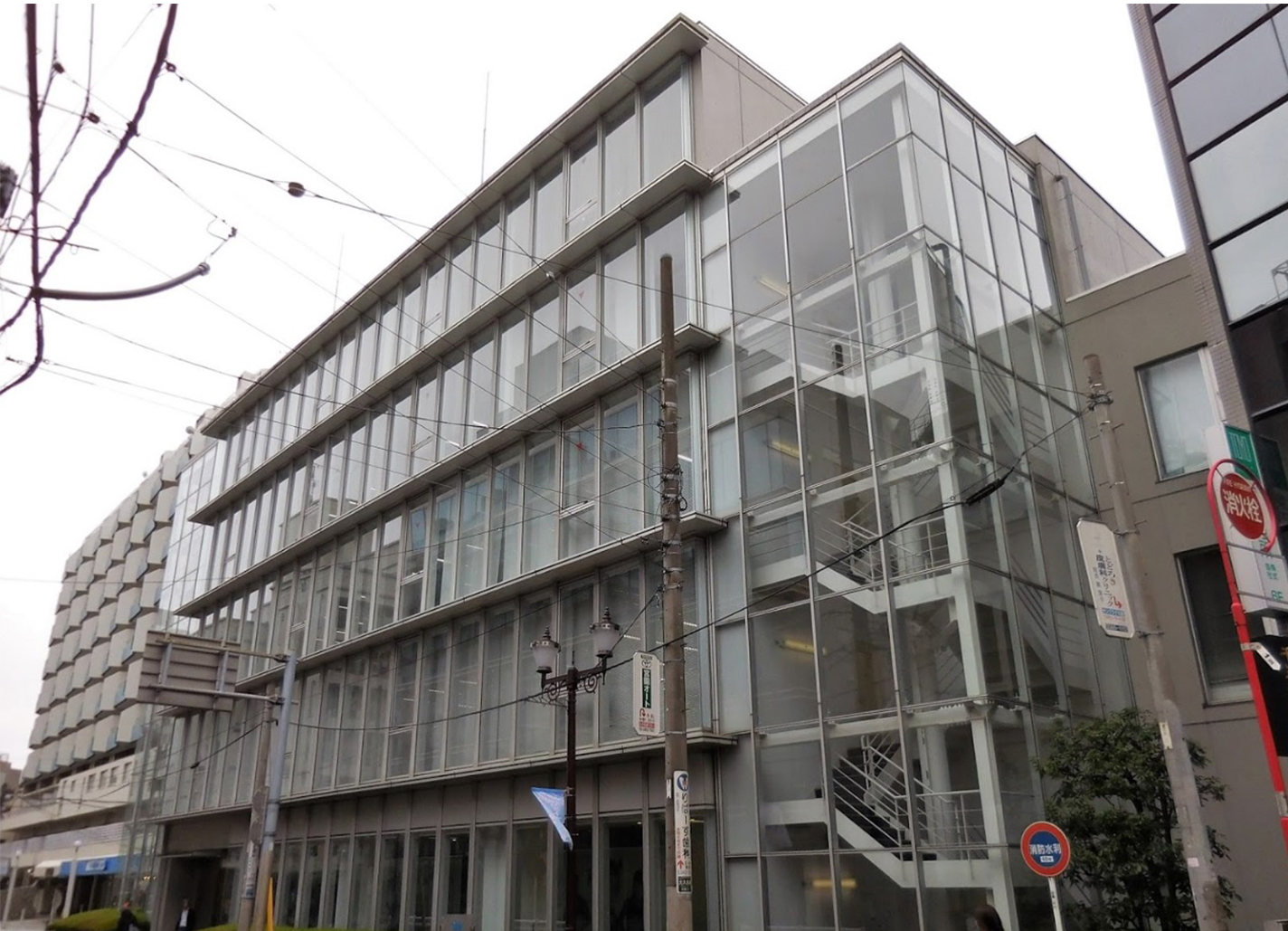
Siedziba studia TMS Entertainment

TMS Entertainment, Ltd. (jap. 株式会社トムス　エンタテインメント Kabushiki-gaisha Tomusu Entateinmento), wcześniej znane jako Tōkyō Movie Shinsha (jap. 東京ムービー新社 Tōkyō Mūbī Shinsha), również znane jako Tokyo Movie lub TMS-Kyokuchi – japońskie studio anime, założone w październiku 1946. Jedno z najstarszych i najważniejszych studiów anime, które wyprodukowało również liczne serie anime nadawane w innych krajach takich jak Francja, USA, i Włochy. Przedsiębiorstwo aktualnie używa nazwy „TMS Entertainment, Ltd.” jednakże samo studio anime jest nazywane Tokyo Movie (jap. 東京ムービー Tōkyō Mūbī). Przedsiębiorstwo jest również właścicielem przedsiębiorstwa Telecom Animation Film, które często współpracuje w produkcji animacji z TMS. Przedsiębiorstwo jest najbardziej znane wśród Amerykańskich fanów animacji za wyższą jakość prac w porównaniu innych studiów – często można bezpośrednio porównać odcinki tej samej serii jak np. w Przygody Animków, gdzie niektóre odcinki zostały wykonane przez TMS, a niektóre przez inne studia.

## Produkcje

### Serie telewizyjne

#### 1960–1969
Na podstawie źródła.
- Big X (jap. ビッグＸ Biggu X) (1964)
- Obake no Q-tarō (jap. オバケのＱ太郎) (1965)
- Perman (jap. パーマン Pāman) (1967)
- Kyojin no hoshi (jap. 巨人の星) (1968)
- Kaibutsu-kun (jap. 怪物くん) (1968)
- Umeboshi denka (jap. ウメ星デンカ) (1969)
- Roppō Yabure-kun (jap. 六法やぶれクン Roppōyaburekun) (1969)
- Moomin (jap. ムーミン Mūmin) (1969)
- Attack No. 1 (jap. アタックNo.1 Atakku nanbā 1) (1969)

#### 1970–1979
Na podstawie źródła.
- Ashita no jō 1 (jap. あしたのジョー1) (1970)
- Chingō Mucha bee (jap. 珍豪ムチャ兵衛) (1971)
- Shin obake no Q-tarō (jap. 新オバケのＱ太郎) (1971)
- Tensai Bakabon (jap. 天才バカボン) (1971)
- Lupin III: PART1 (jap. ルパン三世 PART1 Rupansansei PART 1) (1971)
- Akadō Suzunosuke (jap. 赤胴鈴之助) (1972)
- Dokonjō gaeru (jap. ど根性ガエル) (1972)
- Kōya no shōnen Isamu (jap. 荒野の少年イサム) (1973)
- Karate baka ichidai (jap. 空手バカ一代) (1973)
- Ace o nerae! (jap. エースをねらえ! ēsu o nerae!) (1973)
- Samurai Giants (jap. 侍ジャイアンツ Samurai jaiantsu) (1973)
- Jūdō sanka (jap. 柔道讃歌) (1974)
- Hajime ningen Giatrus (jap. はじめ人間ギャートルズ Hajime ningen gyātoruzu) (1974)
- Ganba no bōken (jap. ガンバの冒険) (1975)
- Ganso tensai Bakabon (jap. 元祖天才バカボン Gansotensai bakabon) (1975)
- Hana no kakarichō (jap. 花の係長) (1976)
- Shin Kyojin no hoshi (jap. 新・巨人の星) (1977)
- Ie naki ko (jap. 家なき子) (1977)
- Lupin III: PART2 (jap. ルパン三世 PART2 Rupansansei PART 2) (1977)
- Takarajima (jap. 宝島) (1978)
- Shin Ace o nerae! (jap. 新・エースをねらえ! Shin ēsu o nerae!) (1978)
- Shin Kyojin no hoshi II (jap. 新・巨人の星Ⅱ) (1979)
- Róża Wersalu (jap. ベルサイユのばら Berusaiyu no bara) (1979)

#### 1980–1989
Na podstawie źródła.
- Mū no hakugei (jap. ムーの白鯨) (1980)
- Botchan (jap. 坊っちゃん) (1980)
- Tetsujin 28-gō (jap. 鉄人28号) (1980)
- Ashita no Joe 2 (jap. あしたのジョー2 Ashita no jō 2) (1980)
- Ohayō! Spank (jap. おはよう！スパンク Ohayō! Supanku) (1981)
- Shin dokonjō gaeru (jap. 新・ど根性ガエル) (1981)
- Rokushingattai Godmars (jap. 六神合体ゴッドマーズ Rokushingattai goddomāzu) (1981)
- Jarinko Chie (jap. じゃりン子チエ) (1981)
- Tonde Mon Pe (jap. とんでモン・ペ Tonde mon pe) (1982)
- Ninjaman Ippei (jap. 忍者マン一平) (1982)
- Space Cobra (jap. スペースコブラ Supēsukobura) (1982)
- Lady Georgie! (jap. レディジョージィ! Redi jōjii!) (1983)
- Chō jikū seiki Orguss (jap. 超時空世紀オーガス Chō jikū seiki ōgasu) (1983)
- Cat's Eye (jap. キャッツ・アイ Kyattsu ai) (1983)
- Lupin III: PART III (jap. ルパン三世 PARTⅢ) (1984)
- God Mazinger (jap. ゴッドマジンガー Goddomajingā) (1984)
- Cat's Eye 2nd season (jap. キャッツ・アイ 2nd season Kyattsu ai 2nd season) (1984)
- Meitantei Holmes (jap. 名探偵ホームズ Meitantei hōmuzu) (1984)
- Onegai! Samia don (jap. おねがい!サミアどん) (1985)
- Robotan (jap. ロボタン) (1986)
- Bug tte Honey (jap. Bugってハニー Bug tte hanī) (1986)
- Ulisses 31 (jap. 宇宙伝説ユリシーズ３１ Uchū densetsu yurishīzu 31) (1988)
- Sore ike! Anpanman (jap. それいけ！アンパンマン) (1988)
- Lupin III: Byebye Liberty kiki ippatsu! (jap. ルパン三世 バイバイ・リバティー・危機一発! Rupansansei baibai ribatī kiki ippatsu!) (1989)

#### 1990–1999
Na podstawie źródła.
- Lupin III: Hemmingway Paper no nazo (jap. ルパン三世 ヘミングウェイ･ペーパーの謎 Rupansansei hemingūei pēpā no nazo) (1990)
- Ochame na futago: Clare gakuin monogatari (jap. おちゃめなふたご ―クレア学院物語― Ochame na futago ―Kurea gakuin monogatari―) (1991)
- Kinkyū hasshin Saver Kids (jap. 緊急発進セイバーキッズ Kinkyū hasshin seibākizzu) (1991)
- Reporter Blues (jap. レポーター・ブルース Repōtā burūsu) (1991)
- Lupin III: Napoleon no jisho o ubae (jap. ルパン三世 ナポレオンの辞書を奪え Rupansansei Naporeon no jisho o ubae) (1991)
- Chie-chan funsenki: Jarinko Chie (jap. チエちゃん奮戦記　じゃりン子チエ) (1991)
- Chō dendō robo: Tetsujin 28-gō FX (jap. 超電動ロボ 鉄人28号FX) (1992)
- Lupin III: Russia yori ai o komete (jap. ルパン三世 ロシアより愛をこめて Rupansansei roshia yori ai o komete) (1992)
- Flanders no inu: Boku no Patrasche (jap. フランダースの犬～ぼくのパトラッシュ～ Furandāsu no inu ~ boku no patorasshu ~) (1992)
- Lupin III: Lupin ansatsu shirei (jap. ルパン三世 ルパン暗殺指令 Rupansansei rupan ansatsu shirei) (1993)
- Red Baron (jap. レッドバロン Reddobaron) (1994)
- Lupin III: Moeyo zantetsuken (jap. ルパン三世 燃えよ斬鉄剣 Rupansansei moeyo zantetsuken) (1994)
- Wojowniczki z Krainy Marzeń (jap. 魔法騎士レイアース Majikku naito reiāsu) (1994)
- Lupin III: Harimao no zaihō o oe! (jap. ルパン三世 ハリマオの財宝を追え! Rupansansei Harimao no zaihō o oe!) (1995)
- Virtua Fighter (jap. バーチャファイター Bāchafaitā) (1995)
- Kaitō Saint Tail (jap. 怪盗セイント・テール Kaitō seinto tēru) (1995)
- Wojowniczki z Krainy Marzeń (część druga) (jap. 魔法騎士レイアース　増刊号 Majikku naito reiāsu zōkan-gō) (1995)
- Detektyw Conan (jap. 名探偵コナン Meitantei konan) (1996)
- B'T X (1996)
- Lupin III: Twilight Gemini no himitsu (jap. ルパン三世 トワイライトジェミニの秘密 Rupansansei towairaitojemini no himitsu) (1996)
- Wankorobee (jap. わんころべえ) (1996)
- Lupin III: Walther P38 (jap. ルパン三世 ワルサーP38 Rupansansei warusā P38) (1997)
- Lupin III: En no kioku: Tokyo Crisis (jap. ルパン三世 炎の記憶 ～Tokyo Crisis～ Rupansansei-en no kioku ~ Tokyo Crisis ~) (1998)
- Devilman Lady (jap. デビルマンレディー Debirumanredī) (1998)
- Monster Farm: Enbanishi no himitsu (jap. モンスターファーム～円盤石の秘密～ Monsutāfāmu ~ enban ishi no himitsu ~) (1999)
- Lupin III: Ai no Da Capo: Fujiko's Unlucky Days (jap. ルパン三世 愛のダ・カーポ ～FUJIKO's Unlucky Days～ Rupansansei ai no da kāpo ~FUJIKO's Unlucky Days~) (1999)
- Gozonji! Gekkō kamen-kun (jap. ごぞんじ!月光仮面くん) (1999)
- Ningyō zōshi ayatsuri sakon (jap. 人形草紙あやつり左近) (1999)
- Shūkan Storyland (jap. 週刊ストーリーランド Shūkan sutōrīrando) (1999)

#### 2000–2009
Na podstawie źródła.
- Monster Rancher: Densetsu e no michi (jap. モンスターファーム～伝説への道～ Monsutāfāmu ~ densetsu e no michi ~) (2000)
- Hamtaro – wielkie przygody małych chomików (jap. とっとこハム太郎 Tottoko hamutarō) (2000)
- Lupin III: One Dollar Money Wars (jap. ルパン三世 1＄(ワンダラー)マネーウォーズ Rupansansei 1 $ (wandarā) manēuōzu) (2000)
- Shin Megami Tensei: Devil Children (jap. 真・女神転生デビチル　デビルチルドレン Shin megami tensei debichiru debiruchirudoren) (2000)
- Patapata hikōsen no bōken (jap. パタパタ飛行船の冒険) (2001)
- Project Arms (2001)
- Lupin III: Alcatraz Connection (jap. ルパン三世 アルカトラズコネクション Rupansansei arukatorazukonekushon) (2001)
- Tenshi na konamaiki (jap. 天使な小生意気) (2002)
- Lupin III: EPISODE:0 First Contact (jap. ルパン三世 EPISODE:0 ファーストコンタクト Rupansansei EPISODE:0 Fāsutokontakuto) (2002)
- Kyojin no hoshi (tokubetsu-hen): Mōko hanagata mitsuru (jap. 巨人の星【特別篇】猛虎 花形満) (2002)
- Sonic X (jap. ソニックX Sonikku ekkusu) (2003)
- Umeyon ekkisu (jap. 梅四エッキス Umeyon ekkisu) (2003)
- Takahashi Rumiko gekijō (jap. 高橋留美子劇場) (2003)
- Lupin III: Otakara henkyaku dai sakusen!! (jap. ルパン三世 お宝返却大作戦!! Rupansansei otakara henkyaku dai sakusen!!) (2003)
- Kyōgoku Natsuhiko: Kōsetsu hyaku monogatari (jap. 京極夏彦 巷説百物語) (2003)
- Takahashi Rumiko gekijō: Ningyo no mori (jap. 高橋留美子劇場 人魚の森) (2003)
- PoPoLoCrois (jap. ポポロクロイス Poporokuroisu) (2003)
- Aishiteruze Baby ★★ (jap. 愛してるぜベイベ★★ Aishiteru ze beibe ★★) (2004)
- Lupin III: Nusumareta Lupin: Copycat wa manatsu no chō (jap. ルパン三世 盗まれたルパン ～コピーキャットは真夏の蝶～ Rupansansei nusumareta rupan ~ kopīkyatto wa manatsu no chō ~) (2004)
- Azusa, otetsudai shimasu! (jap. アズサ、お手伝いします!) (2004)
- Gallery Fake (jap. ギャラリーフェイク Gyararīfeiku) (2005)
- Glass no kamen (jap. ガラスの仮面 Garasu no kamen) (2005)
- Kōchūōja Mushiking: Mori no min no densetsu (jap. 甲虫王者ムシキング ～森の民の伝説～ Kōchūōja mushikingu ~ mori no min no densetsu ~) (2005)
- Yuki no joō (jap. 雪の女王) (2005)
- Lupin III: Tenshi no Tactics: Yume no kakera wa koroshi no kaori (jap. ルパン三世 天使の策略(タクティクス) ～夢のカケラは殺しの香り～ Rupansansei tenshi no sakuryaku (takutikusu) ~ yumenokakera wa koroshi no kaori ~) (2005)
- Fighting Beauty Wulong (jap. 格闘美神 武龍 faitingubyūtī ūron) (2005)
- Angel Heart (jap. エンジェル・ハート Enjeru hāto) (2005)
- Fighting Beauty Wulong Rebirth (jap. 格闘美神 武龍REBIRTH faitingubyūtī ūron REBIRTH) (2005)
- Lupin III: Seven Days Rhapsody (jap. ルパン三世 セブンデイズ ラプソディ Rupansansei sebundeizu rapusodi) (2006)
- D.Gray-man (2006)
- Shijō saikyō no deshi Ken’ichi (jap. 史上最強の弟子ケンイチ) (2006)
- Pururun! Shizuku-chan (jap. ぷるるんっ！しずくちゃん) (2006)
- Bakugan: Młodzi wojownicy (jap. 爆丸　バトルブローラーズ Bakugan batoruburōrāzu) (2007)
- Kaze no shōjo Emily (jap. 風の少女エミリー Kaze no shōjo emirī) (2007)
- Lupin III: Kiri no Elusive (jap. ルパン三世 霧のエリューシヴ Rupansansei kiri no eryūshivu) (2007)
- Mameushi-kun (jap. まめうしくん) (2007)
- Pururun! Shizuku-chan: Aha☆ (jap. ぷるるんっ!しずくちゃん あはっ☆) (2007)
- Zenryoku usagi (jap. 全力ウサギ) (2008)
- Noramimi (jap. のらみみ) (2008)
- Itazura na Kiss (jap. イタズラなKiss) (2008)
- Telepathy shōjo Ran (jap. テレパシー少女蘭 Terepashī shōjo ran) (2008)
- Scarecrowman (jap. スケアクロウマン Sukeakurōman) (2008)
- Lupin III: Sweet Lost Night: Mahō no Lamp wa akumu no yokan (jap. ルパン三世 sweet lost night ～魔法のランプは悪夢の予感～ Rupansansei sweet lost night ~ mahō no ranpu wa akumu no yokan ~) (2008)
- Live on Cardliver kakeru (jap. ライブオンCARDLIVER翔 Raibuon CARDLIVER kakeru) (2008)
- Kupu~!! Mame goma! (jap. クプ～！！まめゴマ！) (2009)
- Genji monogatari sen'nenki Genji (jap. 源氏物語千年紀 Genji) (2009)
- Lupin III vs Meitantei Conan (jap. ルパン三世VS名探偵コナン Rupansansei VS meitanteikonan) (2009)

#### 2010-2019
Na podstawie źródła.
- Lupin III: the Last Job (jap. ルパン三世 the Last Job Rupansansei the Last Job) (2010)
- Bakugan: Nowa Vestroia (jap. 爆丸　バトルブローラーズ　ニューヴェストロイア Bakugan batoruburōrāzu nyū vesutoroia) (2010)
- Hime Chen! Otogi chikku Idol Lilpri (jap. ひめチェン！ おとぎちっくアイドル リルぷりっ Hime chen! Otogi chikku aidoru rirupuri) (2010)
- Cardfight!! Vanguard (jap. カードファイト！！ヴァンガード Kādofaito!! Vangādo) (2011)
- Bakugan: Najeźdźcy z Gundalii (jap. 爆丸　バトルブローラーズ　ガンダリアンインベーダーズ Bakugan batoruburōrāzu gandarian inbēdāzu) (2011)
- Sengoku otome: Momoiro Paradox (jap. 戦国乙女～桃色パラドックス～ Sengoku otome ~ momoiro paradokkusu ~) (2011)
- Lupin III: Chi no kokuin: Eien no Mermaid (jap. ルパン三世 血の刻印 ～永遠のmermaid～ Rupansansei chinokokuin ~ eien no mermaid ~) (2011)
- Brave10 (2012)
- Zetman (2012)
- LUPIN the Third: Mine Fujiko to iu on'na (jap. LUPIN the Third ～峰不二子という女～) (2012)
- Cardfight!! Vanguard: Asia Circuit-hen (jap. カードファイト！！ヴァンガード　アジアサーキット編 Kādofaito!! Vangādo ajiasākitto-hen) (2012)
- Jak zostałam bóstwem!? (jap. 神様はじめました Kamisama hajimemashita) (2012)
- Lupin III: Tōhō kenmonroku: Another Page (jap. ルパン三世 東方見聞録 ～アナザーページ～ Rupansansei tōhō kenmonroku ~ anazāpēji ~) (2012)
- Bakumatsu gijinden Roman (jap. 幕末義人伝浪漫 ～ROMAN～ Bakumatsu gijinden roman ~ ROMAN ~) (2013)
- Cardfight!! Vanguard: Link Joker-hen (jap. カードファイト！！ヴァンガード　リンクジョーカー編 Kādofaito!! Vangādo rinkujōkā-hen) (2013)
- Anisava (2013)
- Yowamushi Pedal (jap. 弱虫ペダル Yowamushi pedaru) (2013)
- Lupin III: Princess of the breeze: Kakusareta kūchū toshi (jap. ルパン三世 princess of the breeze 〜隠された空中都市〜 Rupansansei princess of the breeze 〜 kakusareta kūchū toshi 〜) (2013)
- Toaru hikūshi e no koiuta (jap. とある飛空士への恋歌) (2014)
- Z/X Ignition (2014)
- Cardfight!! Vanguard: Legion Mate-hen (jap. カードファイト！！ヴァンガード　レギオンメイト編 Kādofaito!! Vangādo regionmeito-hen) (2014)
- Hero Bank (jap. ヒーローバンク Hīrōbanku) (2014)
- Gugure! Kokkuri-san (jap. 繰繰れ！コックリさん) (2014)
- Yowamushi Pedal: Grande Road (jap. Yowamushi pedaru GRANDE ROAD) (2014)
- Hi sCoool! Seha Girl (jap. Hi sCoool! セハガール Hi sCoool! Sehagāru) (2014)
- Cardfight!! Vanguard G (jap. カードファイト！！ヴァンガードＧ Kādofaito! ! Vangādo G) (2014)
- Jak zostałam bóstwem!?◎ (jap. 神様はじめました◎ Kamisama hajimemashita◎) (2015)
- Jitsu wa watashi wa (jap. 実は私は) (2015)
- Lupin III PART4 (jap. ルパン三世 PART4 Rupansansei PART4) (2015)
- Cardfight!! Vanguard G Gears Crisis-hen / Stride Gate-hen (jap. カードファイト！！ヴァンガードＧ　ギアースクライシス編／ストライドゲート編 Kādofaito! ! Vangādo G giāsukuraishisu-hen/ sutoraidogēto-hen) (2015)
- Lupin III: Italian Game (jap. ルパン三世 イタリアン・ゲーム Rupansansei itarian gēmu) (2016)
- Bakuon!! (jap. ばくおん!!) (2016)
- Kamiwaza Wanda (jap. カミワザ・ワンダ) (2016)
- ReLIFE (2016)
- orange (2016)
- Amaama to inazuma (jap. 甘々と稲妻) (2016)
- Bananya (jap. ばなにゃ) (2016)
- Kimoshiba (jap. きもしば) (2016)
- Pittanko!! Nekozakana (jap. ぴったんこ！！ねこざかな) (2016)
- Ohayō! Kokekkō-san (jap. おはよう！コケッコーさん) (2016)
- Trickster: Edogawa ranpo "shōnen tantei-dan" yori (jap. TRICKSTER-江戸川乱歩「少年探偵団」より- TRICKSTER – edogawa ranpo `shōnen tantei-dan' yori -) (2016)
- Nobunaga no shinobi (jap. 信長の忍び) (2016)
- All out!! (2016)
- Yukai na Animal Bath (jap. ゆかいなアニマルバス Yukai na animarubasu) (2017)
- Onihei (jap. 鬼平) (2017)
- Yowamushi Pedal: New Generation (jap. 弱虫ペダル NEW GENERATION Yowamushi pedaru NEW GENERATION) (2017)
- Nobunaga no shinobi: Ise Kanegasaki-hen (jap. 信長の忍び～伊勢・金ヶ崎篇～) (2017)
- Keppeki danshi! Aoyama-kun (jap. 潔癖男子！青山くん) (2017)
- Nanamarusanbatsu (jap. ナナマルサンバツ) (2017)
- Ikemen sengoku ◆ toki o kakeru ga koi wa hajimaranai (jap. イケメン戦国◆時をかけるが恋ははじまらない) (2017)
- Karakai jōzu no Takagi-san (jap. からかい上手の高木さん) (2018)
- Yowamushi Pedal: Glory Line (jap. 弱虫ペダル GLORY LINE Yowamushi pedaru GLORY LINE) (2018)
- Lupin III PART5 (jap. ルパン三世 PART5 Rupansansei PART5) (2018)
- Megalo Box (jap. メガロボクス Megarobokusu) (2018)
- Nobunaga no shinobi: Anegawa Ishiyama-hen (jap. 信長の忍び～姉川・石山篇～) (2018)
- Space Bug (jap. スペースバグ Supēsubagu) (2018)
- Tsukumogami kashimasu (jap. つくもがみ貸します) (2018)
- Sora to umi no Aida (jap. ソラとウミのアイダ) (2018)
- Meiji tōkyō renka (jap. 明治東亰恋伽) (2019)
- Lupin III: Goodbye Partner (jap. ルパン三世 グッバイ・パートナー Rupansansei gubbai pātonā) (2019)
- Fruits Basket 1 st season (jap. フルーツバスケット 1st season Furūtsubasuketto 1 st season) (2019)
- Hachigatsu no Cinderella Nine (jap. 八月のシンデレラナイン Hachigatsu no shindereranain) (2019)
- Dr. Stone (2019)
- Karakai jōzu no Takagi-san 2 (jap. からかい上手の高木さん2) (2019)
- Bananya: Fushigi na nakama-tachi (jap. ばなにゃ ふしぎななかまたち) (2019)
- Lupin III: Prison of the Past (jap. ルパン三世 プリズン・オブ・ザ・パスト Rupansansei purizun Obu za Pasuto) (2019)
- Bakugan: Battle Planet (jap. 爆丸バトルプラネット Bakugan batorupuranetto) (2019)

#### 2020-2029
Na podstawie źródła
- Fruits Basket 2nd season (jap. フルーツバスケット 2nd season Furūtsubasuketto 2nd season) (2020)
- Baki dairaitaisai-hen (jap. バキ 大擂台賽編 Baki dairaitaisai-hen) (2020)
- Dr. STONE (2. seria) (2021)
- Bakugan: Geogan Rising (jap. 爆丸ジオガンライジング Bakugan jioganraijingu) (2021)
- Nomad Megalobox 2 (jap. NOMAD メガロボクス２ NOMAD megarobokusu 2 ) (2021)
- Fruits Basket The Final (jap. フルーツバスケット The Final furūtsubasuketto The Final ) (2021)
- Nie drocz się ze mną, Nagatoro! (jap. イジらないで、長瀞さん Ijiranaide, Nagatoro-san) (2021)
- Lupin III PART6 (jap. ルパン三世 PART6 rupansansei PART 6) (2021)
- Insect Land (jap. インセクトランド Insekutorando) (2022)
- Hanma Baki (jap. 範馬刃牙 Hanmabaki) (2022)
- Bakugan: Evolutions (jap. 爆丸エボリューションズ Bakugan eboryūshonzu) (2022)
- Black Rock Shooter: Dawn Fall (jap. ブラック★★ロックシューター DAWN FALL Burakku ★ ★ rokkushūtā DAWN FALL) (2022)
- Shinobi no Ittoki (jap. 忍の一時 Shinobi no Ittoki) (2022)
- Yowamushi Pedal: LIMIT BREAK (jap. 弱虫ペダル LIMIT BREAK Yowamushi pedaru LIMIT BREAK) (2022)
- Meitantei konan: honchō no keiji koi monogatari: kekkon zen'ya (jap. 名探偵コナン 本庁の刑事恋物語～結婚前夜～ Meitanteikonan honchō no keiji koi monogatari ~ kekkon zen'ya ~) (2022)
- Dr. Stone Ryusui (jap. Dr.STONE 龍水) (2022)
- Nie drocz się ze mną, Nagatoro! 2nd Attack (jap. イジらないで、長瀞さん 2nd Attack ijiranaide, Nagatoro-san 2nd Attack) (2022)
- High Card (2022)

### OVA

#### 1980-1989
Na podstawie źródła.
- Rokushingattai goddomāzu: jūnana-sai no densetsu (jap. 六神合体ゴッドマーズ　十七歳の伝説) (1986)
- Ace o nerae! 2 (jap. エースをねらえ！2 Ēsu o nerae! 2) (1988)

#### 1990-1999
Na podstawie źródła.
- Shizuka naru don (jap. 静かなるドン) (1991)
- Maps (jap. マップス Mappusu) (1994)
- Rayearth (jap. レイアース Reiāsu) (1997)
- B'T X NEO (1997)
- Rayearth tokubetsu-hen: Kibō no tsubasa (jap. レイアース　特別編～希望の翼～ Reiāsu tokubetsu-hen ~ kibō no tsubasa ~) (1998)
- Glass no kamen: Sen no kamen o motsu shōjo (jap. ガラスの仮面～千の仮面を持つ少女～ Garasu no kamen ~sen no kamen o motsu shōjo~) (1998)
- Aoyama Gōshō tanpenshū (jap. 青山剛昌短編集) (1999)
- Aoyama Gōshō tanpenshū 2 (jap. 青山剛昌短編集2) (1999)

#### 2000-2009
Na podstawie źródła.
- Karakuri no kimi (jap. からくりの君) (2000)
- Lupin III: Ikite ita majutsushi (jap. ルパン三世 生きていた魔術師 Rupansansei ikiteita majutsu-shi) (2002)
- Monkey Punch manga katsudō dai shashin (jap. モンキー・パンチ漫画活動大写真 Monkī panchi manga katsudō dai shashin) (2004)
- Lupin III: GREEN vs RED (jap. ルパン三世 GREEN vs RED Rupansansei GREEN vs RED) (2008)
- Rycerze Zodiaku: The Lost Canvas Meiō shinwa (jap. 聖闘士星矢 THE LOST CANVAS 冥王神話 Seinto seiya THE LOST CANVAS meiōshinwa) (2009)

#### 2010-2019
Na podstawie źródła.
- LUPIN THE IIIRD: Jigen Daisuke no bohyō (jap. LUPIN THE IIIRD 次元大介の墓標) (2014)
- Jak zostałam bóstwem!?: Kako-hen (jap. 神様はじめました ～過去編～ Kamisama hajimemashita ～Kako-hen～) (2015)
- LUPIN THE IIIRD: Chikemuri no Ishikawa Goemon (jap. LUPIN THE ⅢRD 血煙の石川五ェ門) (2017)
- LUPIN THE IIIRD: Mine Fujiko no uso (jap. LUPIN THE ⅢRD 峰不二子の嘘) (2019)